# John H. Collins (Regisseur)
John Hancock Collins (* 31. Dezember 1889 in New York City, New York; † 31. Oktober 1918 ebenda) war ein US-amerikanischer Drehbuchautor und Regisseur der Stummfilmzeit.

## Leben
Collins begann seine Karriere als Drehbuchautor und Regisseur im Jahr 1914. Er führte bei mehr als 40 Spiel- und Kurzfilmen Regie und schrieb das Drehbuch für über ein Dutzend weiterer Filme.
Sein Film Das Mädchen ohne Herz aus dem Jahr 1917 wurde vom National Film Registry ausgewählt, um von der Library of Congress aufbewahrt zu werden.
1915 heiratete er die Filmschauspielerin Viola Dana. Seine Karriere fand ein frühes Ende, als er im Alter von 28 Jahren an der Spanischen Grippe starb. Seine letzten Produktionen wurden 1919 posthum aufgeführt.

## Filmografie (Auswahl)
- 1915: Cohen’s Luck
- 1915: Gladiola
- 1915: The Man Who Could Not Sleep (Kurzfilm)
- 1915: Children of Eve
- 1915: On Dangerous Paths
- 1916: The Flower of No Man’s Land
- 1916: The Light of Happiness
- 1916: The Gates of Eden
- 1916: The Innocence of Ruth
- 1916: The Cossack Whip
- 1917: God’s Law and Man’s
- 1917: A Wife by Proxy
- 1917: Rosie O’Grady
- 1917: Die Lieblingstochter des Maharadscha (Lady Barnacle)
- 1917: Aladdin’s Other Lamp
- 1917: Das Mädchen ohne Herz (The Girl Without a Soul)
- 1917: Blue Jeans
- 1918: The Winding Trail
- 1918: A Weaver of Dreams
- 1918: Mitternachtsreiter (Riders of the Night)
- 1918: Opportunity
- 1918: Flower of the Dusk
- 1919: The Gold Cure
- 1919: Satan Junior